# Lacanobia intermedia
Lacanobia intermedia là một loài bướm đêm trong họ Noctuidae.